# (2904) Millman
(2904) Millman ist ein Asteroid des Hauptgürtels, der am 20. Dezember 1981 vom US-amerikanischen Astronomen Edward L. G. Bowell an der Anderson Mesa Station (IAU-Code 688) des Lowell-Observatoriums in Coconino County entdeckt wurde.
Der Asteroid wurde nach dem kanadischen Astronomen Peter Millman (1906–1990) benannt, der sein Schaffen der Erforschung und Beobachtung der Meteore widmete.